# Hłuboczek Mały (przystanek kolejowy)
Hłuboczek Mały (ukr. Малий Глибочок, ros. Малый Глубочек) – przystanek kolejowy w miejscowości Hłuboczek Mały, w rejonie tarnopolskim, w obwodzie tarnopolskim, na Ukrainie. Położony jest na linii Szepetówka – Tarnopol.